# 九津見雅雄
九津見 雅雄（くつみ つねお、1866年12月22日（慶応2年11月16日）- 1943年（昭和18年）7月25日）は、日本海軍の軍人。最終階級は海軍少将。

## 生涯
美作勝山藩（現・岡山県真庭市）出身。1889年（明治22年）4月、海軍兵学校（15期）を卒業し、少尉候補生として「金剛」（金剛型コルベット一番艦）に乗組む。1894年（明治27年）4月、「鳥海」航海士となり日清戦争に出征した。その後、佐世保水雷団水雷艇隊艇長、「吉野」航海長、駆逐艦「曙」艦長などを経て、日露戦争に出征。
日本海海戦では第1艦隊第1駆逐隊・駆逐艦「有明」艦長として参加。海戦中の主な戦果は、巡洋艦「千歳」とともにロシア海軍駆逐艦「ベズプリョーチヌイ」を撃沈。その後、海軍大佐となり、1910年（明治43年）、「葛城」艦長に就任。1918年（大正7年）12月、海軍少将に進んだ。

## 年譜
- 1889年4月20日 - 海軍兵学校卒業（15期）・海軍少尉候補生・「金剛」乗組
- 1890年3月14日 - 「天龍」乗組 
  - 12月15日 - 海軍少尉・「天龍」分隊士
- 1894年4月4日 - 「鳥海」航海士兼分隊士
- 1895年2月20日 - 海軍大尉・横須賀水雷隊敷設部分隊長
  - 12月27日 - 横須賀水雷隊攻撃部艇長
- 1901年1月22日 - 「曙」駆逐艦長
- 1905年1月27日 - 「有明」駆逐艦長
  - 8月5日 - 海軍中佐・大湊敷設隊司令
- 1907年4月12日 - 「肥前」副長兼「津軽」副長
  - 10月15日 - 「出雲」副長
- 1909年7月9日 - 佐世保敷設隊司令
- 1910年12月1日 - 「葛城」艦長
- 1912年12月1日 - 海軍大佐・横須賀鎮守府附
- 1913年5月24日 - 「日進」艦長
  - 6月3日 - 舞鶴港務部長
- 1914年12月1日 - 呉港務部長
- 1918年11月1日 - 呉鎮守府附 
  - 12月1日 海軍少将
- 1919年8月1日 - 予備役
- 1922年11月16日 - 後備役
- 1927年11月16日 - 退役
- 1943年7月25日 - 歿 (76)

## 栄典
位階
- 1891年（明治24年）12月14日 - 正八位[1]
- 1895年（明治28年）4月15日 - 従七位[2]
- 1898年（明治31年）3月8日 - 正七位[3]
- 1900年（明治33年）8月10日 - 従六位[4]
- 1905年（明治38年）9月12日 - 正六位[5]
- 1910年（明治43年）10月21日 - 従五位[6]
- 1915年（大正4年）11月11日 - 正五位[7]
- 1919年（大正8年）8月30日 - 従四位[8]

勲章等
- 1895年（明治28年）11月18日 - 勲六等単光旭日章[9]・明治二十七八年従軍記章[10]
- 1900年（明治33年）5月31日 - 勲五等瑞宝章[11]
- 1901年（明治34年）12月28日 - 勲四等瑞宝章[12]
- 1902年（明治35年）5月10日 - 明治三十三年従軍記章[13]
- 1906年（明治39年）4月1日 - 功四級金鵄勲章・勲三等旭日中綬章・明治三十七八年従軍記章[14]
- 1915年（大正4年）11月10日 - 大礼記念章（大正）[15]
- 1919年（大正8年）12月15日 - 大正三年乃至九年戦役従軍記章[16]
- 1940年（昭和15年）11月10日 - 紀元二千六百年祝典記念章[17]